# Bram Tankink
Bram Tankink (Haaksbergen, 3 de diciembre de 1978) es un ciclista neerlandés. Debutó como profesional en 2001 con el equipo Domo-Farm Frites. Después de haber pasado cinco temporadas con el equipo belga Quick Step, pasó desde 2008 a formar parte del equipo Rabobank (y sus posteriores denominaciones) hasta su retirada en 2018.
Al final de la temporada 2018 anunció su retirada del ciclismo tras dieciocho temporadas como profesional y con 39 años de edad. Su última carrera fue la Tacx Pro Classic 2018.

## Palmarés
2005
- 1 etapa de la Vuelta a Alemania

2007
- Gran Premio Jef Scherens

2011
- 2.º en el Campeonato de los Países Bajos en Ruta

## Resultados en Grandes Vueltas y Campeonatos del Mundo
| Carrera         | Carrera         | 2001 | 2002 | 2003 | 2004 | 2005  | 2006 | 2007 | 2008 | 2009 | 2010 | 2011 | 2012  | 2013 | 2014 | 2015 | 2016  | 2017 | 2018 |
| --------------- | --------------- | ---- | ---- | ---- | ---- | ----- | ---- | ---- | ---- | ---- | ---- | ---- | ----- | ---- | ---- | ---- | ----- | ---- | ---- |
|                 | Giro de Italia  | —    | —    | —    | —    | —     | —    | —    | —    | —    | —    | 36.º | —     | —    | —    | —    | 61.º  | Ab.  | —    |
|                 | Tour de Francia | —    | —    | —    | —    | 111.º | 92.º | 40.º | 58.º | —    | Ab.  | —    | 144.º | 64.º | 40.º | 55.º | —     | —    | —    |
|                 | Vuelta a España | —    | Ab.  | 94.º | 64.º | —     | —    | —    | —    | 34.º | —    | —    | —     | —    | —    | —    | 103.º | —    | —    |
| Mundial en Ruta | Mundial en Ruta | —    | —    | 81.º | 48.º | 91.º  | Ab.  | Ab.  | —    | —    | —    | —    | —     | —    | —    | —    | —     | —    | —    |

—: no participa

Ab.: abandono

## Equipos
- Domo-Farm Frites (2001-2002)
- Quick Step (2003-2007)
  - Quick Step-Davitamon (2003-2004)
  - Quick Step (2005)
  - Quick Step-Innergetic (2006-2007)
- Rabobank/Blanco/Belkin/Lotto NL (2008-2018)
  - Rabobank (2008-2010)
  - Rabobank Cycling Team (2011-2012)
  - Blanco Pro Cycling Team (2013)[2]
  - Belkin Pro Cycling Team (2013-2014)
  - Team Lotto NL-Jumbo (2015-2018)